# كريستين غيلبرت
كريستين هيثر غيلبرت (ولدت كريستين هيثر ستريكلاند ، في 13 نوفمبر من عام 1967م ).ممرضة سابقة وسفاحة.أدينت بقتل أربع ومحاولتي قتل لمرضى، باعترافها لدىمركز الطبي لشؤون المحاربين القدامى ‏ (VAMC)، في مدينة نورثهامبتون . وتسببت بالأزمات القلبية للمرضى بواسطة حقنهم عن طريق الوريد بجرعات كبيرة من أدرينالين، حيث انها منشط للقلب ولا يمكن تعقبها.في حين كان ينبغي منها بعد ذلك الاستجابة على ترميز الطوارئ، وغالبا ً ما تقوم بإنعاش المرضى بنفسها.
ضحايا غيلبرت المعروفون هم ستانلي جاغودفسكي، هنري هدون، كنيث كتنج، وإدوارد سكويرا. 

## بدايتها  وتعليمها
ولدت غيلبرت في 13 نوفمبرعام 1967م، في فل رفير ، بولاية ماساشوستس .وكانت الابنة الكبرى من ابنتين ل ريتشارد وكلوديا ستريكلاند.وكان ريتشارد ستريكلاند يعمل مسؤول تنفيذي إلكترونيات وكلوديا كانت ربة منزل ومدرسة بدوام جزئي. 
فبينما دخلت غيلبرت سنوات مراهقتها، لاحظت العائلة والأصدقاء بأنها كانت معتادة على الكذب. وكان لها تاريخ في محاولات الانتحار الزائفة للتلاعب بالناس. .عمدت على التهديدات بالعنف ضد آخرون منذ أن كانت بسن المراهقة وفقا ً لسجلات المحكمة.
تخرجت من ثانوية غروتون دانستبل ريجينل ‏ في غروتون (ماساتشوستس). في عام 1986م، ألتحقت بكلية بريدج واتر ستيت في مدينة بريدج واتر بولاية ماسوتشوستس. أمر مسؤولو كلية ولاية بريدج واتر غيلبرت ان تتلقى المعالجة النفسية بعد محاولة انتحار وهمية. بسبب  المحاولة الوهمية. نقلت  في عام 1987م، إلىكلية  مجتمع ماونت واتشستست ‏  في غاردنر (ماساتشوستس) ، ثم ذلك إلى كلية مجتمع غرينفيلد في غرينفيلد (ماساتشوستس). تخرجت من كلية مجتمع غرينفيلد بدبلوم في التمريض واصبحت ممرضة مسجلة في عام 1988م، لاحقا من ذلك العام، تزوجت غلين غيلبرت.

## المهنة وجرائم القتل
أنضمت كريستين  إلى موظفي مركز الطبي لشؤون المحاربين القدامى (VAMC)، في نورثهامبتون، وذلك في عام 1989م. وقد ظهرت في مجلة (VA الممارس المهني) في أبريل 1990م، بالرغم أن الممرضات الأخريات لاحظن عدد كبير من الوفيات تحت مراقبة غيلبرت، وقمن بتمريرها  كمزحة وأطلقوا عليها «ملاك الموت». وأبدت ثلاثة ممرضات في عام 1996م، قلقهن إزاء ازدياد في الازمات القلبية لحالات الوفيات وانخفاض في إمدادات الأدرينالين: أعقب ذلك التحقيقات.أتصلت غيلبرت عن تهديد بقنبلة لمحاولة عرقلة التحقيقات.
تركت غيلبرت المستشفى في عام 1996م، وسط تحقيقات في المستشفى تفيد باشتباه بوفيات عدة للمرضى وقعت أثناء نوبات عملها.في ذلك الخريف، فحصت غيلبرت نفسها في المستشفيات النفسية سبعة مرات، وبقيت مابين يوم إلى 10 أيام في كل مرة  ففي يناير من 1998م. وقفت غيلبرت في محاكمة لقيامها بالإتصال مهددة بوجود قنبلة في مركز الطبي لشؤون المحاربين القدامى (VAMC) بنورثهامبتون وذلك للثأر ضد زملاء العمل وصديقها السابق جيمس بيرول الذي يعمل في المستشفى ذاته لمساهمتهم في التحقيقات.أدينت غيلبرت بتلك الجريمة  وذلك أبريل من عام 1998م. 
تكهن موظفي أعضاء مستشفى مركز الطبي لشؤون المحاربين القدامى بان غيلبرت قد تكون مسؤولة عن وفيات 80 أو أكثر، وأكثر من 300 حالات طارئة طبية.أكد المدعي العام في قضيتها ومساعد وزير العدل الأمريكي وليم أم.وليش الثاني، بأن غيلبرت أستخدمت الأوضاع الطوارئ لكسب اهتمام صديقها بيرول ،  الموظف في وزارة شؤون المحاربين القدامى - أنظمة المستشفى تتطلب وجود شرطة المستشفى في أي حالات طبية طارئة. قام بيرول بالشهادة ضدها، قائلا ً بانها اعترفت له عبر الهاتف بأنها قتلت واحدا ًعلى الأقل بينما ترعى جناح الأمراض النفسية. طالب محامي الدفاع ديفيد.بي.هوس ، بشكوك منطقية استنادا ً إلى  عدم وجود أدلة مباشرة.

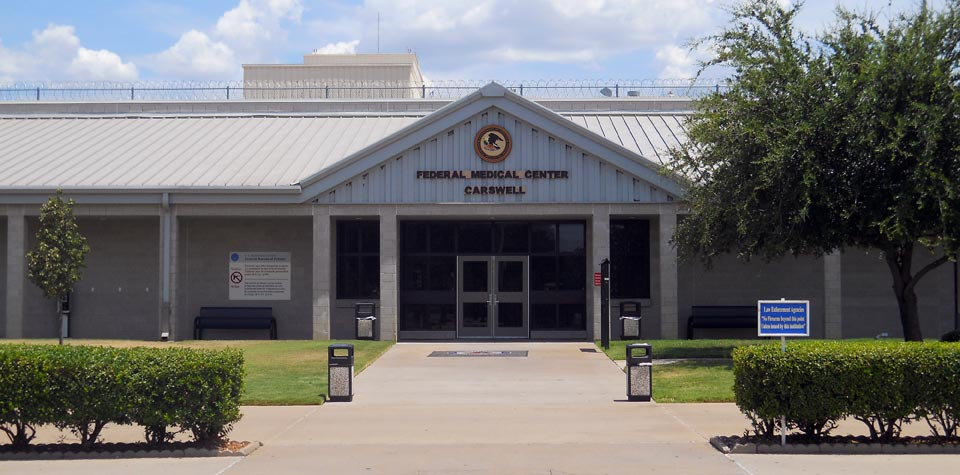
مركز الطبي الفيدرالي كارسويل ، المكان التي سجنت فيه غيلبرت

قام الدكتور وليم بواتللي، الطبيب النفسي والذي شغل منصب كبير الموظفين في  مركز الطبي لشؤون المحاربين القدامى (VAMC)، في مدينة نورثهامبتون ، منظرا ًذلك بأن غيلبرت اختلقت أوضاع أزمة طبية طارئة لإظهار كفاءتها  كممرضة.
وفقا ً لتسجيلات المحكمة، غيلبرت عمدت على تهديد عنيف ضد الآخرين عندما كانت مراهقة. أخبر الادعاء في المحكمة بان غيلبرت استخدمت سكين كبير في اعتداء غرينفيلد (ماساتشوستس) في يناير وفبراير من عام 1988م. وأضافوا  بأنها حاولت مرتين لقتل شخص بواسطة السم في نوفمبر من عام 1995م، وأضاف الادعاء بأن غيلبرت حاولت تسميم مريض في مستشفى مركز الطبي لشؤون المحاربين القدامى في 28 يناير عام 1996م، ما سببت حالة طبية طارئة وذلك بنزع أنبوب التنفس  لمريض في مستشفى مركز الطبي لشؤون المحاربين القدامى في 30 يناير من عام 1994م. وقال الإدعاء تخلت عن مريض بأزمة قلبية في 9 نوفمبر من عام 1995م، وسألت ممرضة أخرى لمصاحبتها لمعاينة المرضى. وأضاف الادعاء بأنها انتظرت حتى قامت زميلتها برصد متاعب المريض بشكل مستقل قبل رفع الإنذار.أجبرت غيلبرت زميلة غير متدربة باستخدام مجاديف مزيل الرجفان القلب على مريض خلال طارئ طبي في 17 نوفمبر عام 1995م لرفضها استخدام الأدوات بنفسها. وأخبر الإدعاء بأن غيلبرت هددت بقتل على الأقل شخصا ً واحدا ً لفظيا ً وجسديا ً في يوليو من عام 1996م.  بينما تعمل كمساعدة صحية بالمنازل قبل ان تصبح ممرضة مسجلة، احرقت غيلبرت بشكل متعمد طقل معاق عقليا ً بجعله أخذ حمام ماء ساخن بعمر 8 سنوات قبل جرائمها في مركز الطبي لشؤون المحاربين القدامى.
أدانت هيئة المحلفين الفيدراليين في  14 مارس من عام 2001 غيلبرت  بثلاث تهم بجريمة القتل من الدرجة الأولى، التهمة الأولى من الدرجة الثانية وتهمتي بالشروع في القتل. بالرغم ان ماساتشوستس ليس لديها عقوبة الإعدام، حيث أنها ارتكبت جرائمها على ملكية فيدرالية، وبالتالي تخضع لعقوبة عقوبة الإعدام.الإدعاء في محاولة لتأمين عقوبة الإعدام، سعت إلى  الاعتراف بالأدلة العوامل المشددة للعقوبة خلال مرحلة العقوبة، بما في ذلك إدانة غيلبرت 1998م بالتهديد بالقنبلة: قدم الدفاع أدلة من العوامل المخففة: ويشمل ذلك رفاهية أبناء غيلبرت. 
اوصى المحلفون حكما ً بالسجن مدى الحياة وذلك في 26 مارس من عام 2001م.وفي 27 من مارس، حكم القاضي رسميا ًعلى غيلبرت إلى أربع أحكام بالسجن مدى الحياة  متتالية دون إمكانية إطلاق سراح مشروط.بالإضافة إلى 20 سنة خلف القضبان.
نقلت غيلبرت من السجن للنساء في فرامينغهام (ماساتشوستس) إلى سجن فيدرالي خاص في تكساس،
حيث بقيت هناك منذ ذلك الحين. تكمل غيلبرت حكمها في مركز الطبي الفيدرالي ،كارسويل في فورت وورث (تكساس) . 
تخلت غيلبرت عن إستئنافها  الفيدرالي  في يوليو عام 2003 م، لمحاكمة جديدة بعد حكم الأخير الصادر من  المحكمة العليا للولايات المتحدة  من شأنه أن يسمح للادعاء السعي إلى عقوبة الإعدام على إعادة المحاكمة.

## حياتها الشخصية
لدى غيلبرت ابنان من غلين غيلبرت.   تطلقا في عام 1998م. 
عاشت غيلبرت وقت أعتقالها في ستاوكت، نيويورك، في مقاطعة سوفولك (نيويورك) .  

## كتاب
Gilbert is the subject of Perfect Poison, a book by M. William Phelps.

## أنظر أيضا ً
- بيفرلي أليت ممرضة أخرى  أطلق عليها «ملاك الموت» لمسئوليتها لقتل مرضى.
- تشارلز كولين، ممرضة اعترفت بقتل على الأقل اربعين مريضا ً واشتبهت بأن تكون أكثرهم غزارة  سفاح  في أمريكا.
- هارولد شيبمان الطبيب البريطاني أطلق عليه «طبيب الموت»  الذي أشير في  استجوابه بأنه مسؤول عن قتل أكثر من 250 .

## روابط خارجية
- Hoose, David (14 May 2001). "Transcript of remarks given by David Hoose at Ehrmann Awards on May 14, 2001". Massachusetts Citizens Against the Death Penalty.  Comments by defense attorney.
- Kristen Gilbert Timeline